# فرمین کاچو
فرمین رویس کاچو (به اسپانیایی: Fermín Cacho Ruiz) ‏(۱۶ فوریه ۱۹۶۹) دونده دو نیمه‌استقامت اسپانیایی است که در المپیک ۱۹۹۲ بارسلون به مدال طلا و در المپیک ۱۹۹۶ آتلانتا به مدال نقره رشته ۱۵۰۰ متر رسید.
کاچو دو مدال نقره در مسابقات قهرمانی دو و میدانی جهان و یک مدال نقره در قهرمانی دو و میدانی داخل سالن جهان را نیز در کارنامه دارد که همهٔ آنها در رشته ۱۵۰۰ متر به دست آمده‌اند.
مسابقه فینال ۱۵۰۰ متر المپیک بارسلون که با پیروزی کاچو به پایان رسید یکی از عجیبترین و تاکتیکیترین رقابت‌های تاریخ این رشته بود. در این مسابقه دو به طرزی غیرعادی آهسته دنبال شد به طوری‌که ۲ دقیقه و ۷ ثانیه طول کشید تا دوندگان ۸۰۰ متر اول مسابقه را به پایان برسانند. زمانی که حتی از مسابقه ۱۵۰۰ متر زنان این المپیک هم آهسته‌تر بود. در دور پایانی کاچو که جایگیری مناسب خود را در خط یک پشت سر نفر اول گروه حفظ کرده بود توانست با یک استارت سریع از قسمت داخلی پیست برنده مسابقه شود. کاچو ۴۰۰ متر پایانی را در زمان بسیار سریع ۵۰٫۵ ثانیه دوید که معادل ۴۰۰ متر پایانی رکورد جهانی ۸۰۰ متر محسوب می‌شود و با زمان ۳:۴۰٫۱۲ دقیقه برنده مدال طلای این رقابت شود.
کاچو به مدت ۱۶ سال از ۱۹۹۷ تا ۲۰۱۳ رکورد دو ۱۵۰۰ متر اروپا را با زمان ۳:۲۸٫۹۵ در اختیار داشت و در این سال محمد فرح دونده سومالیایی‌تبار بریتانیا رکورد وی را شکست.

## رکوردهای شخصی
- ۸۰۰ متر: ۱:۴۵٫۳۷ دقیقه، ۱۹۹۱
- ۱۰۰۰ متر: ۲:۱۶٫۲۳ دقیقه، ۱۹۹۳
- ۱۵۰۰ متر: ۳:۲۸٫۹۵ دقیقه، ۱۹۹۷
- ۱ مایل: ۳:۴۹٫۵۶ دقیقه، ۱۹۹۶
- دو ۳۰۰۰ متر: ۷:۳۷٫۰۲ دقیقه، ۱۹۹۹
- ۵۰۰۰ متر: ۱۳:۴۶٫۶۵ دقیقه، ۲۰۰۲
- نیمه ماراتن: ۱:۳۳:۲۱ ساعت، ۲۰۰۴
- ۸۰۰ متر داخل سالن: ۱:۴۶٫۷۹ دقیقه، ۱۹۹۳
- ۱۵۰۰ متر داخل سالن: ۳:۳۵٫۲۹ دقیقه، ۱۹۹۱
- ۳۰۰۰ متر داخل سالن: ۷:۳۶٫۶۱ دقیقه، ۱۹۹۶

## مشخصات جسمی
- قد:۱۷۵ سانتیمتر
- وزن: ۶۵ کیلوگرم